# ビスクミトール
ビスクミトール(Viscumitol)は、シクリトールの一種である。ヤドリギ(Viscum album)から単離することが出来る。化学的には、ミオイノシトールのジメチルエーテルである。